# Kayden Garth
Kayden Garth is een videospel dat werd uitgegeven door EAS Software. Het spel kwam in 1987 uit voor de Commodore 64 en twee jaar later voor de Atari ST.

## Platforms
| Jaar | Platform     |
| ---- | ------------ |
| 1987 | Commodore 64 |
| 1989 | Atari ST     |